# アシーナ (歌手)
アシーナ・ティビ（英: Athena Tibi、1988年12月2日 - ）は、フィリピンの歌手、映画/舞台女優。フィリピンのマニラに生まれ、日本の埼玉県にて育った。現在は「Japan with Athena」というYouTubeチャンネルで活動中。
2009年のポール・ソリアノ監督映画『A Journey Home』、クリスティーン・サントス役で有名になった。またフィリピンでの、ハイメ・デル・ムンド、エド・ガチャリアン共同演出による、ハイメ・デル・ムンド、エド・ガチャリアン共同演出による、アテネオ大学とラサール大学の出来事をベースにした4th Wall Theatre productionのミュジーカル「RIVALRY」にてリーナ・サンホセ役としても登場している。日本でのデビューライブは2012年11月18日。

## 伝記

### 来歴
アシーナはフィリピンのマニラに生まれたが、3歳の時に父親の仕事の都合で日本に移住した。彼女は埼玉県越谷市に育ち、10歳の時にマニラに戻った。このため日本語・英語・タガログ語の3カ国語を話す。
St. Paul College Pasig高校に通い、パシグにあるLa Consolacion Collegeに進学。University of Asia and the Pacificにて経営学を学び、2009年にマニラのパシッグのオルティガスセンターに位置する私立大学に進学した。

### 女優経歴
アシーナは2004年ABS-CBNテレビの連続ドラマ「Sarah the Teen Princess」のタイニー役として初の出演。サラ・ヘロニモの演じる主人公の友達役であった。次に2004年マック・アレハンドレ監督による、マーズ・ラヴェロによって作られた映画「Lastikman」のクリスティー役。マーク・バウティスタによって演じられた、天然ゴムの木によってパワーを得たスーパーヒーローがいじめに戦い、サラ・ヘロニモ演じる、彼の愛するララの心をいかに射止めるかというストーリーであった。
2006年アシーナはジョアキム・エミリオ・アントニオによる「ガブリエル」においてガブリエル姫を演じる。このアシーナ出演作において、パランカアワードOne-Act Play賞第二位が贈られた。
2007年には舞台やミュージカルでの主演を重ねる。オスカー・ワイルドの「真面目が肝心」にてセシリー・カルデュー役、「The Girl Who Was Plugged In」での P.Burke役、さらに「ハイスクールミュージカル」では俳優サム・コンセプションとの共演で、シャーペイ・エヴァンス役を演じた。続く作品としてはジェリー・バッハの恋愛コメディ「Pizza Girl」。この映画は2008年6月に初上映された。
2009年アシーナはジョエム・バスコン、またトニー・ゴンザガと共にポール・ソリアノの「A Journey Home」に出演。「許すこと、家族の団結、そして道徳的価値の支持を中心的テーマに持った、触発されるインディー映画」と評された映画の中で、アシーナはクリスティーン役を演じた。母親の死後、離別していた父親に引き取られた2人の子供たちの一人で、戻ってきた父親により順応し関係を再構築しようとする役柄であった。初上映は2009年10月3日、オルティガスセンターのSMメガモールにて行われた。
その後Kultura及びUA&P大学の共同プロダクションとして「You're a Good Man, Charlie Brown」へ出演、サリー・ブラウンを演じた。2010年1月並びに2月、アヤラ・アラバングにおけるインシュラーライフ公会堂でのことであった。
2011年アシーナはVIVAテレビの番組「The Daily Top 5」に、ニッキー・バコロド、バービー・サルバドールと共にVIVAエンターテイメント所属アーティストによる司会者の一人として登場した。
そして2012年にはライバル同士であったアテネオ大学とラサール大学のストーリーをベースにした、4th Wall Theatre productionによるミュージカル「Rivalry」にて、リーナ・サンホセを演じる。フィリピンスター新聞において「フィリピン人俳優たちは生来から才能あふれる歌手たちばかりだが、特筆すべきは主役の女性歌手の声が若き日のレア・サロンガを思い起こさせたことだ」と評されるなど、満場一致で数多くの好意的な論評を得た。1968年に設定されたこの作品は、バスケットボールチーム、アテネオ・ブルー・イーグルスとラサール・グリーン・アーチャーズとの最終戦に至る緊張を描いており、アシーナのキャラクターは「 失恋に耐え、もう二度と他の男に恋をしないと誓った、リーナ・サンホセという名の美しいメリーノーラー（メリーノール学校の女生徒）」と記述された。

### 歌手経歴

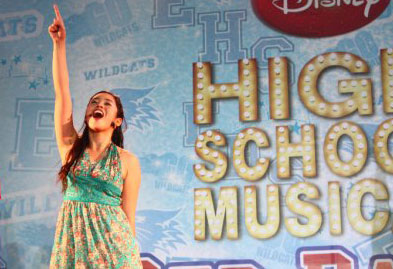
2007年「ハイスクールミュージカル」のツアーにて、ガブリエラ・モンテズ役を演じるアシーナ

アシーナはまず第二位候補者としてIBC、VIVAテレビの「Star for a Night」番組に登場。著名な歌手で女優のレジーン・ヴェラスケスによるこの番組には、最終的に優勝したサラ・ヘロニモも出演。番組内でアシーナはセリーヌ・ディオンの「ザッツ・ザ・ウェイ・イット・イズ」を歌った。
その後彼女は2002年、クエゾンシティにあるVIVAエンターテイメントと契約を結んだ。
こうして同年12月、3人ユニット3Yo（スリーヨー）のメンバーとして「Ketchup Song」でデビュー。3Yo自身の名義でのアルバムは2004年12月3日にリリースされた。
2004年アシーナは、KC・モンテロ主催のMTV、MTV Lokalにてゲストとして出演。ボーカリストのアドリエン・サルミエント、有名なフィリピン人ドラマーのニノ・レガラドのコラボレーションによる作詞作曲のオリジナル楽曲「OK」を、レヴィ・ミュージックフェスティバルの代表として歌う。その後この楽曲は「1st Levi Music Festival」というタイトルでリリースされたアルバムに納められた。
さらに2005年4月、アシーナは4人ユニット「Fairgame（フェアゲーム）」に参加、4トラックを納めたユニット名義のCDをリリース。 FairgameはVIVAエンターテイメント所属アーティストのオープニングアクトという形で、フィリピン中でプロモーションされた。
その後、2007年9月13日、UA&P にて行われたイベント「Hanging Out with Athena Tibi」で初めてのソロ公演を行う。そこで彼女はポップスからR&B、ロックからアコースティックソングまで幅広いパフォーマンスを行った。
2008年8月9日にはサム・コンセプション、チェスカ・オルテガ、エンリケ・ヒル、ネルシト・ゴメスと共にTV5というテレビ番組に出演。全員とオープニング及びクロージングソングを歌う。
アシーナのYouTube channelでは、J-POP歌手たちの曲をカバーした映像が含まれている。2012年10月、日本でのソロデビューライブ（11月18日東京都渋谷 Lounge Neoにて）を行うという発表があった。

## 出演作品

### 映画 / 連続ドラマ
| 公開年 | 原題                    | 役名            | 製作者        |
| ------ | ----------------------- | --------------- | ------------- |
| 2004   | Sarah the Teen Princess | Tiny            | ABS-CBN       |
| 2004   | Lastikman               | Christy         | Mac Alejandre |
| 2008   | Pizza Girl              | Beth            | Jerry Bachs   |
| 2009   | A Journey Home          | Kristine Santos | Paul Soriano  |
| 2011   | Kuya Alvin              | Lani            | Roselyn Perez |

### テレビ出演
| 公開年      | テレビ番組                 | 役名                              |
| ----------- | -------------------------- | --------------------------------- |
| 2003        | Master Showman             | Special Guest as herself          |
| 2006        | ASAP (variety show)        | Special Guest as herself          |
| 2007        | ASAP (variety show)        | ハイスクール・ミュージカル 出演者 |
| 2007        | SOP (Philippine TV series) | ハイスクール・ミュージカル 出演者 |
| 2007        | Shall We Dance?            | ハイスクール・ミュージカル 出演者 |
| 2007 - 2008 | The Sweet Life             | Special Guest as herself          |
| 2009        | ASAP (variety show)        | N.O.A.H. 出演者                   |
| 2011        | The Daily Top 5 (Viva)     | VJ                                |

### 劇場出演/ミュージカル
| 公開年 | 作品                                   | 役名                   | プロデューサー            |
| ------ | -------------------------------------- | ---------------------- | ------------------------- |
| 2004   | Honk!                                  | Ugly                   | Trumpets Playshop         |
| 2005   | Pendragon                              | Morgan Le Fay          | Trumpets Playshop         |
| 2006   | ウィキッド                             | Elphaba Thropp         | Trumpets Playshop         |
| 2006   | New Yorker in Tondo                    | Kikay/Francesca        | UA&P                      |
| 2006   | Gabrielle                              | Princess Gabrielle     | Dulaang Roc / UA&P        |
| 2007   | 真面目が肝心                           | Cecily Cardew          | Kultura / UA&P            |
| 2007   | The Girl Who Was Plugged In            | P.Burke                | Trumpets Playshop         |
| 2007   | ハイスクール・ミュージカル Onstage     | Sharpay Evans          | Stages                    |
| 2008   | 空騒ぎ                                 | Hero                   | UA&P                      |
| 2008   | Sierra Lakes                           | Arlene Reyes           | Dulaang Roc / UA&P        |
| 2009   | You're a Good Man, Charlie Brown       | Sally Brown            | Kultura / UA&P            |
| 2009   | キューティ・ブロンド                   | Vivienne Kensington    | Trumpets Playshop         |
| 2009   | N.O.A.H. – No Ordinary Aquatic Habitat | Ensemble               | Trumpets / Stages         |
| 2010   | You're a Good Man, Charlie Brown       | Sally Brown            | Kultura / UA&P            |
| 2011   | ヘーラクレース' 12                     | アテーナー/ アルテミス | Young Artists Productions |
| 2012   | Rivalry: Ateneo-La Salle the Musical   | Reena San Jose         | 4th Wall Theatre, Inc.    |

## ディスコグラフィー

### 3YO
- 3YO - Ketchup Song (2003)
- Viva Popstars Christmas album (2003)
- 3YO (2004)
- Levi Celerio Music Festival (2004)

### Fairgame
- Fairgame (2006)

### Athena Tibi
- Athena (2012) - Spotify